# 米泉市
米泉市（べいせん-し）は、中華人民共和国新疆ウイグル自治区昌吉回族自治州にかつて存在した県級市。自治区北部、ウルムチの北、阜康市の南に位置していた。
2007年8月にウルムチ市東山区と合併し米東区に統合された。

## 行政区画
3街道5鎮1民族郷を管轄：
- 街道弁事処：東路街道、西路街道、友好路街道
- 鎮：古牧地鎮、鉄廠溝鎮、長山子鎮、羊毛工鎮、三道壩鎮
- 民族郷：柏楊河カザフ族郷